# Ориоли, Эди
Эди Ориоли (итал. Edi Orioli; род. 5 декабря 1962, Удине, Италия) — итальянский мотогонщик и автогонщик, победитель многочисленных авто- и мото-соревнований.

## Биография
Эди Ориоли родился в городе Удине, и, как многие итальянские мальчишки того времени, мечтал о карьере мотогонщика. Впоследствии он воплотил свою мечту и стал членом заводской команды Honda, уже потом были не менее успешные выступления за "мото-конюшни Cagiva и Yamaha.
Эди получал многочисленные мото-трофеи и побеждал на мото-ралли. Самые громкие успехи — четыре победы на Ралли Дакар в 1988, 1990, 1994, 1996 годах, 2-е место в 1987 году и 3-е в 1995 году. Ориоли получил в 1993 году победу в Ралли Фараонов.